# Karl Wendling
Karl Wendling, né le 10 août 1875 à Strasbourg et mort le 27 mars 1962 à Stuttgart, est un violoniste et un professeur de musique allemand.
Il étudia d’abord au Conservatoire de Strasbourg sous la direction de Heinrich Schuster et de Florián Zajíc, puis à Berlin sous celle de Karel Halíř et de Joseph Joachim. À partir de 1902, il fut premier violon au Festival de Bayreuth, et en 1907 et 1908 premier violon de l’Orchestre symphonique de Boston sous la direction de Karl Muck. En 1909, il devint professeur au Conservatoire de Stuttgart, qu’il dirigea de 1929 à 1940 et où il enseigna jusqu’en 1945.
Wendling était particulièrement apprécié en tant que joueur de quatuor, et le Wendling Quartet, qu’il dirigea, se produisit avec un grand succès dans de nombreux concerts en Europe.